# 九洲洋
九洲洋位於珠江口之外，為珠海及澳門本土與萬山群島一帶之海灣，其北面為伶仃洋。九洲洋是來往香港及澳門、珠海的必經水路。這一帶海域主要歸中國珠海市管轄。
1948年7月16日發生的澳門小姐劫機事件，飛機便是在九洲洋上空墜毀。